# Bruno Oscar Schmidt
Bruno Oscar Schmidt (Brasilia, 6 ottobre 1986) è un giocatore di beach volley brasiliano.
È nipote di Oscar Schmidt, ex cestista di alto livello e del giornalista Tadeu Schmidt.

## Biografia
Ha debuttato nel circuito professionistico internazionale il 26 settembre 2007 a Fortaleza, in Brasile, in coppia con Joao Maciel piazzandosi in 25ª posizione. Il 16 giugno 2013 ha ottenuto la sua prima e finora unica vittoria in una tappa del World tour a L'Aia, nei Paesi Bassi, insieme a Pedro Solberg Salgado.
Ha partecipato a tre edizioni dei campionati mondiali ottenendo come miglior risultato il quinto posto a Stare Jabłonki 2013 in coppia con Pedro Solberg Salgado.
Nei campionati iridati juniores ha conquistato una medaglia d'oro a Mysłowice 2006 con Pedro Solberg Salgado.

## Palmarès
Giochi olimpici
- 1 oro: a Rio de Janeiro 2016

Campionati mondiali
- 1 oro: a Paesi Bassi 2015

Campionati mondiali juniores
- 1 oro: a Mysłowice 2006

World tour
- 6 podi: 1 primo posto, 3 secondi posti e 2 terzi posti

World tour - vittorie
| Data           | Località | Nazione     | in coppia con         |
| -------------- | -------- | ----------- | --------------------- |
| 16 giugno 2013 | L'Aia    | Paesi Bassi | Pedro Solberg Salgado |

World tour - trofei individuali
- 1 volta giocatore più migliorato: nel 2010